# Camden, Tennessee
Camden är administrativ huvudort i Benton County i Tennessee. Utanför staden finns ett minnesmärke på platsen där countrymusikerna Patsy Cline, Cowboy Copas och Hawkshaw Hawkins samt Clines manager Randy Hughes omkom i en flygolycka den 5 mars 1963.